# Johanneskirche (Friedrichsdorf)
Die Johanneskirche im Gütersloher Stadtteil Friedrichsdorf ist die Pfarrkirche der Evangelischen Kirchengemeinde Friedrichsdorf, die dem Kirchenkreis Gütersloh der Evangelischen Kirche von Westfalen angehört.

## Baugeschichte und Architektur
Die Johanneskirche wurde von 1877 bis 1878 zunächst einschiffig als neugotische Saalkirche mit vorgesetztem Turm an der Ostseite und eingezogenem, polygonalem Chor an der Westseite erbaut. 1897 wurde sie im gotischen Stil durch den Friedrichsdorfer Kirchenmaler August Bernhörster ausgemalt. 1913 wurde die Kirche nach Süden um ein Seitenschiff erweitert. 1952 erhielt die Kirche ein neues Dreiklanggeläut und 1959 wurde westlich des Seitenschiffs eine Sakristei angebaut.
Die Kirche erhielt 1961–1963 eine Generalüberholung mit einer Neugestaltung des Altars und der Kanzel, wobei ebenfalls neue Altarfenster eingebaut wurden. 1978 erhielt sie einen neuen Anstrich, wobei die gotische Ausmalung endgültig verschwunden ist. 1984 wurde sie unter Denkmalschutz gestellt und mit der Denkmalnummer A 034 in die Liste der Baudenkmäler in Gütersloh eingetragen. 2003 erhielt sie einen neuen Anstrich und eine neue Kampherm Orgel wurde eingeweiht.

## Ausstattung
Vom ursprünglichen, nicht mehr vorhandenen neugotischen Altar stammen das neubarocke Altarbild aus dem Jahr 1826, das Jesus Christus am Kreuz zeigt, sowie zwei Paneele, auf denen Johannes der Täufer und der Evangelist Johannes dargestellt sind. Zur Innenausstattung gehören außerdem zwei Leuchter von 1878 sowie das Abendmahlgerät, bestehend aus Abendmahlskelch, Patene, Weinkanne und Ziborium.